# Barbara Laage
Barbara Laage (n. 30 iulie 1920, Menthon, Haute-Savoie, Franța – d. 19 mai 1988, Deauville, Basse-Normandie, Franța) a fost o actriță și producătoare de film franceză. Printre cele mai cunoscute filme ale sale se numără Lizzie MacKay (1952), Act de iubire (1953), Asasini fără voie (1956), Caidul (1960), Domiciliul conjugal (1960) și Paris Blues (1961). 

## Biografie
Barbara Laage și-a făcut debutul în teatru în 1942 și a apărut și în cabaret cu mare succes. În 1946 a plecat în SUA pentru că rolul Doamnei din Shanghai a fost de fapt scris pentru ea, dar apoi Orson Welles i-a dat rolul partenerei sale de atunci Rita Hayworth. Primul ei rol principal a fost cel al Euginiei Taris, alături de Van Heflin, în filmul dramatic B.F.'s Daughter (1948). A devenit faimoasă ca Lizzie McKay în adaptarea cinematografică a piesei La Putain respectueuse (1952) a lui Jean-Paul Sartre. 
Predominant în cinematografia americană, de exemplu, alături de Kirk Douglas în Act de iubire de Anatole Litvak sau ca partener al lui Gene Kelly în Drumul fericirii, ea joacă printre altele în Franța cu în Asasini fără voie de Alex Joffé iar în anii 60, printre altele în Paris Blues al lui Martin Ritt alături de Paul Newman și în două filme germane: Orientalische Nächte cu Karl Lieffen și Georg Jacoby Une nuit à Monte Carlo cu Eddie Constantine și Gunnar Möller.
În Domiciliul conjugal de François Truffaut, în 1970, ea este implicată într-o scenă legendară pe care Woody Allen a adaptat-o mai târziu pentru filmul său The Urban Neurotician: în timp ce Claude Jade vorbește cu vecinul ei din casa scării despre căsătoria ei cu Jean-Pierre Léaud, el face același lucru în cafenea cu colegul său de birou, cu sunetul și imaginea ironică a Barbarei Laage într-un context ironic al conversațiilor.
Au urmat două roluri secundare în anii 1970: în Défense de savoir cu Jean-Louis Trintignant și în Proiecție privată cu Jane Birkin. Barbara Laage a jucat ultimul ei rol în Une place forte de Guy Jorré (1976).
A decedat în 1988 la Deauville, unde locuia de câțiva ani.

## Filmografie selectivă

### Cinéma
- 1942 Signé illisible, regia Christian Chamborant (figurație)
- 1948 L'Indomptée (B.F's Daughter), regia Robert Z. Leonard

- 1951 La Rose rouge, regia Marcello Pagliero
- 1952 Lizzie MacKay (La Putain respectueuse), regia Charles Brabant și Marcello Pagliero
- 1953 Act de iubire (Un acte d'amour), regia Anatole Litvak
- 1953 Une Parisienne à Rome (Una parigina a Roma), regia Erich Kobler
- 1953 Zoé, regia Charles Brabant
- 1953 L'Esclave, regia Yves Ciampi
- 1953 Traviata '53  (Traviata '53), regia Vittorio Cottafavi
- 1953 Quai des blondes, regia Paul Cadéac
- 1954 Nagana, regia Hervé Bromberger
- 1955 Les Aventures de Gil Blas de Santillane, regia René Jolivet
- 1956 Asasini fără voie (Les Assassins du dimanche), regia Alex Joffé
- 1956 Je plaide non coupable, regia Edmond T. Gréville
- 1956 Action immédiate, regia Maurice Labro
- 1957 Drumul fericirii (The Happy Road), regia Gene Kelly
- 1957 Deuxième Bureau contre inconnu, regia Jean Stelli
- 1957 Miss Pigalle, regia Maurice Cam
- 1959 Tentations (Un mundo para mi), regia José Antonio de la Loma
- 1959 Y'en a marre / Ce soir on tue, regia Yvan Govar
- 1959 Une nuit à Monte Carlo, regia Georg Jacoby

- 1960 Caidul (Le Caïd), regia Bernard Borderie
- 1960 Ça va être ta fête, regia Pierre Montazel
- 1960 Les Nuits orientales (Orientalische Nächte), regia Heinz Paul
- 1961 Paris Blues, regia Martin Ritt
- 1963 Le Captif, regia Maurice Labro
- 1963 Vacances portugaises, regia Pierre Kast
- 1964 O Crime da Aldeia Velha, regia Manuel Guimarães
- 1966 Drôle de jeu, regia Pierre Kast et Jean-Daniel Pollet
- 1966 O Corpo Ardente, regia Walter Hugo Khouri
- 1968 Thérèse et Isabelle, regia Radley Metzger

- 1970 Domiciliul conjugal (Domicile conjugal), regia François Truffaut
- 1971 La Maison des bois, regia Maurice Pialat
- 1973 Proiecție privată (Projection privée), regia  François Leterrier
- 1973 Défense de savoir, regia  Nadine Trintignant
- 1976 Une place forte, regia Guy Jorré